# Phạm Dũng
Phạm Dũng (sinh năm 1956) là một vị tướng Công an nhân dân Việt Nam, hàm Thượng tướng. Ông nguyên là Thứ trưởng Bộ Công an Việt Nam từ năm 2015 đến năm 2017, nguyên Tổng cục trưởng Tổng cục An ninh Bộ Công an từ 2007 đến 2010 và Tổng cục trưởng Tổng cục An ninh II, Bộ Công an từ 2010 đến 2012.
Ông gốc ở Từ Sơn, Bắc Ninh nhưng nhiều đời di cư đến Hưng Yên, hiện nay quê ở làng Phần Hà, Bắc Sơn, Ân Thi, Hưng Yên. Sinh ra và lớn lên ở Hà Nội, cựu học sinh trường Phổ thông Công nghiệp Hà nội nay là Trường Trung học phổ thông Trần Phú - Hoàn Kiếm, Hà Nội.
Ông là Thượng tướng Công an nhân dân Việt Nam, Phó Giáo sư, Tiến sĩ Luật, Anh hùng Lực lượng vũ trang nhân dân (ông là một trong 3 Anh hùng LLVT rồi được đề bạt làm lãnh đạo Bộ trong lịch sử của Bộ Công an cho đến nay). Được đánh giá là chuyên gia về các vấn đề chính trị đối ngoại, an ninh quốc gia, tôn giáo và luật pháp. Đang là giảng viên của nhiều học viện và trường đại học về lĩnh vực an ninh quốc tế, luật pháp, tôn giáo và dân tộc....Ông cũng được cho là lãnh đạo Bộ Công an kín đáo, trong sạch và ít điều tiếng nhất.
Ông là Uỷ viên Đảng ủy Công an Trung ương, năm 2007 từ Tây nguyên trở về ông được bổ nhiệm là Tổng cục trưởng Tổng cục An ninh nhân dân, Bộ Công an (Việt Nam) rồi được Ban Bí thư Trung ương Đảng Cộng sản Việt Nam và Thủ tướng Chính phủ Việt Nam điều động sang làm Ủy viên Ban cán sự đảng, Thứ trưởng Bộ Nội vụ kiêm trưởng Ban Tôn giáo Chính phủ từ năm 2012.
Ngày 23/11/2015, Thủ tướng Chính phủ đã ký Quyết định điều động, bổ nhiệm ông giữ chức Thứ trưởng Bộ Công an.
Ngày 22/03/2016, Chủ tịch nước đã ký Quyết định thăng quân hàm Thượng tướng.
Từ tháng 3/2017, ông nghỉ hưu.